# Ultraforarbejdede fødevarer
Ultraforarbejdede fødevarer eller ultraforarbejdet mad er industrielt fremstillede fødevarer, der indeholder mange kunstige produkter som kemisk fremstillede tilsætningsstoffer, og som er fremstillet ved omfattende bearbejdning, ofte i adskillige trin. Forbruget af ultraforarbejdede fødevarer stiger, og i nogle lande udgør de i dag mere end halvdelen af befolkningens ernæring. Ifølge et skøn er 60 % af de varenumre, som en dagligvarekoncern som Coop Danmark har på hylderne, ultraforarbejdede fødevarer. Det gælder blandt andet varer som brød, yoghurt og pålæg. Ultraforarbejdet mad bliver af nogle forskere kædet sammen med en højere risiko for en række livsstilsrelaterede helbredsproblemer som fedme, forhøjet blodtryk, hjerte-kar-sygdom og muligvis tidligere død. Der er dog uenighed blandt sundhedsforskere om de ultraforarbejdede fødevarers rolle for helbredet.

## Uenighed blandt ernæringsforskere
En række studier tyder på, at personer, der spiser meget ultraforarbejdet mad, har højere risiko for en række forskellige sygdomme som hjertesygdomme og type 2-diabetes. Der er dog uenighed blandt sundhedsforskere om, hvordan sammenhængen er. Nogle fremhæver, at studierne ikke viser, at den ultraforarbejdede mad i sig selv fører til flere sygdomme, men blot, at personer, der spiser meget ultraforarbejdet mad, har en generel livsstil, der giver helbredsproblemer. Andre forskere er kritiske overfor klassificeringen af ultraforarbejdede fødevarer i det hele taget, idet de mener, at afgrænsningen i forhold til andre fødevarer er uklar. Mange forskere mener, at en række ultraforarbejdede fødevarer er usunde, men at det ikke i sig selv er den høje forarbejdningsgrad, der udgør problemet, men f.eks. at de typisk indeholder meget fedt og salt og få fibre, hvilket i sig selv kan være helbredsskadeligt. Nogle madvarer som ultraforarbejdet fuldkornsbrød og frugtyougurt er typisk forbundet med bedre helbred. Der er dog også studier, der peger på, at ultraforarbejdet mad fik forsøgspersoner til at tage mere på i vægt, selvom næringsindholdet i maden svarede til uforarbejdet mad.

## NOVA-klassificering af fødevarer
Mange [veganske] produkter lever klart ikke op til de sundhedsmæssige krav. Tag plantedrikke. Alle støtter, at vi skifter fra animalske til plantebaserede fødevarer, også som del af den grønne omstilling, men rent ernæringsmæssigt er plantedrikke rigtig dårlige, for de har lavere proteinindhold, og vitaminer og mineraler er helt i bund. Industrien køber kridt og tilsætter det som [kalcium]. Plantedrikke har slet ikke den fødevarematrix, som vi i stigende grad forstår er vigtig for sundheden, som du får, når du drikker komælk eller spiser ost og yougurt.
Udtrykket ultraforarbejdet mad stammer fra klassifikationssystemet NOVA for fødevarer, som opererer med fire grupper fødevarer:
1. Uforarbejdede eller minimalt forarbejdede fødevarer som bær, frugt og grøntsager, frisk kød, æg og mælk. Disse fødevarer er naturlige, hvor uspiselige dele dog er fjernet, og fødevarerne kan være blevet tørret, frosset eller emballeret
2. Forarbejdede kulinariske ingredienser som salt, sukker, smør, madolie og honning. Det er ingredienser, der er baseret på fødevarer fra gruppe 1, og som er normalt anvendte i husholdningen
3. Forarbejdede fødevarer som saltede nødder, frugt- og grøntsagskonserves, fisk i olie, hjemmebagt brød og øl. Disse madvarer er fremstillet ved at kombinere fødevarer fra gruppe 1 og 2. De har gennemgået processer for at forbedre holdbarheden og kvaliteten.
4. Ultraforarbejdede fødevarer som  industribagt brød, kiks, kager, sodavand, chokolade, pølser og burgere. Andre eksempler er kartoffelmospulver, leverpostej og is.

NOVA-klassificeringen er fra 2009, hvor en ekspertgruppe foreslog at bruge graden af industriel forarbejdning af fødevarer som en indikator for ernæringsmæssige problemer.